# Fernando Espiniella
Fernando Espiniella (Buenos Aires, 31 de octubre de 1938) es un médico argentino especializado en gastroenterología y endoscopía digestiva. Fue oficial de la Fuerza Aérea Argentina y participó en la Guerra de las Malvinas como jefe del Servicio de Sanidad de esa fuerza.

## Formación y trayectoria médica
Se graduó como médico en la Universidad de Buenos Aires en 1963. Se desempeñó como médico concurrente en el Hospital de Agudos Dr. Cosme Argerich hasta 1966. Posteriormente se especializó en gastroenterología y endoscopía digestiva.
Fue jefe del Servicio de Gastroenterología y Endoscopía Digestiva y del Departamento de Medicina Interna del Hospital Aeronáutico Central. Participó como docente en cursos de posgrado y presentó trabajos científicos en encuentros nacionales e internacionales.

## Carrera militar
Ingresó a la Fuerza Aérea Argentina en 1966. A lo largo de su carrera, desempeñó funciones en diversas unidades y organismos, entre ellos la Escuela de Aviación Militar, la VII Brigada Aérea, el Centro de Instrucción Profesional de Aeronáutica, la Dirección General de Sanidad, la Dirección de Bienestar del Personal, el Hospital Aeronáutico Central y el Instituto Nacional de Medicina Aeronáutica y Espacial.
Alcanzó el grado de comodoro. Ejerció funciones como director del Hospital Aeronáutico Central, del Instituto Nacional de Medicina Aeronáutica y Espacial, de Planificación y Asistencia Sanitaria, y de Asistencia Sanitaria.

## Participación en la Guerra de las Malvinas
Durante el conflicto del Atlántico Sur en 1982, fue responsable de la organización del sistema sanitario de la Fuerza Aérea en el área de operaciones. Coordinó la instalación del hospital militar conjunto en Puerto Argentino junto al Ejército y la Armada, así como la habilitación de puestos de socorro en Darwin y en el aeropuerto de la capital isleña.
Espiniella también dirigió la evacuación médica aérea desde las islas y, tras ser hecho prisionero, prestó asistencia a heridos argentinos a bordo del buque británico Norland.
Durante el conflicto, fue uno de los creadores del emblema Conejo Alado en Operaciones, símbolo de identidad del personal sanitario de la Fuerza Aérea Argentina en Malvinas.

## Publicaciones
- Tras el manto de neblina. Relatos médicos de la Guerra de las Islas Malvinas (2009)[11][12]
- El tango y la aviación argentina (2012)[13]
- Coautor de La Fuerza Aérea en Malvinas (Ministerio de Defensa, 2022)[2]

## Reconocimientos
Fue condecorado por su participación en la Guerra de las Malvinas por la Fuerza Aérea Argentina y el Congreso Nacional. En 2022 recibió la Orden Héroes de Malvinas, en el grado Medalla al Servicio Distinguido.